# Andros Townsend
Andros Darryl Townsend (født 16. juli 1991) er en fodboldspiller, der spiller som kantspiller/wing hos Antalyaspor i Süper Lig. Han har repræsenteret England på U/16, U/17, U/19 og U/21 niveau og står (pr. juli 2021) noteret for 13 kampe for Englands førstehold.

## Førsteholdsgennembrud i Tottenham
Townsend startede i 2013-14 sæsonen godt, da han spillede mod Crystal Palace, Swansea City og Dinamo Tblisi, og scorede to assister imod sidstnævnte. Han startede også inde imod Arsenal i Tottenhams smalle nederlag.

## Landshold
Townsend fik sin debut for englands landshold den 11. oktober 2013 i en venskabskamp som endte 4-1 til Townsend og co. imod Montenegro, hvor Townsend var i start 11'eren og scorede bl.a. i 78' minut.
Townsend har repræsenteret England på internationalt plan. Han har spillet på U/16, U17, U/19 og U/21.
I maj 2013, blev Townsend opkrævet af Football Association over påståede overtrædelser af reglerne om væddemål. Senere trak han sig tilbage fra Englands trup til UEFA U21 mesterskabs finaler. Den 27. august 2013, modtog Townsend hans første invitation til Englands senior trup til VM i fodbold 2014 kvalifikationskamp mod Moldova og Ukraine.

## Personlige liv
Townsend gik på Rush Croft Sports College. Han er fra Chingford, og er og har altid været en stor Tottenham fan. Townsend blev filmet imens han sang Stand By Me af Ben E. King med resten af Tottenham's ungdomsspillere i omklædningsrummet, som dengang var hans hold, som viste sig at blive et helt stort internet-fænomen. Han er af cypriotisk og jamaicansk afstamning.